# Tipula (Eremotipula) spaldingi
Tipula (Eremotipula) spaldingi is een tweevleugelige uit de familie langpootmuggen (Tipulidae). De soort komt voor in het Nearctisch gebied.